# Двоглед (ТВ серија)
„Двоглед” је југословенска телевизијска серија снимана од 1968. до 1978. године у продукцији Телевизије Београд. Драган Бабић и Љубивоје Ршумовић радили су је заједно од почетка 1968. до краја 1969, два пута месечно. Онда су због обима посла, радили емисије наизменично као самостални аутори до јесени 1972. када је Љубивоје Ршумовић напустио „Двоглед”. Драган Бабић је наставио сам, пред крај уз помоћ млађих сарадника, све до 1978. године.

## Улоге
| Глумац            | Улога |
| ----------------- | ----- |
| Драган Бабић      |       |
| Љубивоје Ршумовић |       |

Комплетна ТВ екипа ▼
| Редитељ              | Ратко Илић        |
| Редитељ              | Александар Мандић |
| Сценариста           | Драган Бабић      |
| Сценариста           | Љубивоје Ршумовић |
| Композитор           | Душан Каруовић    |
| Директор фотографије | Милан Милијановић |
| Директор фотографије | Предраг Тодоровић |
| Монтажер             | Петар Аранђеловић |
| Монтажер             | Милица Поличевић  |